# Marathon aux Jeux olympiques de 1908
Pour un article plus général, voir Athlétisme aux Jeux olympiques d'été de 1908.
Navigation
Saint-Louis 1904 Stockholm 1912
L'épreuve du marathon aux Jeux olympiques de 1908 se déroule le 24 juillet 1908 à Londres, au Royaume-Uni. Elle est remportée par l'Américain John Hayes en 2 h 55 min 18 s 4, après la disqualification de l'Italien Dorando Pietri, qui avait franchi la ligne après 2h 54 min 46 s mais avait bénéficié d'aides pour parcourir les derniers hectomètres. Le podium est complété par le Sud-Africain — courant pour le Royaume-Uni — Charles Hefferon en 2 h 56 min 06 s 0 et l'Américain Joseph Forshaw en 2 h 57 min 10 s 4.
Pour la première fois de l'histoire olympique, la distance courue est de 42,195 km (26 milles 385 yards), ce qui devient ensuite le standard en 1921. Ainsi, le temps de John Hayes est reconnu comme le premier record olympique de la discipline.
Soixante-quinze athlètes sont inscrits pour la course, mais cinquante-cinq d'entre eux, de seize nations, prennent finalement le départ ; seulement vingt-sept finissent la course, soit environ la moitié.

## Contexte

### Jeux olympiques de 1908
Il s'agit de la quatrième course de l'histoire du marathon olympique. Lors d'une réunion du Comité international olympique à La Haye en mai 1907, il est d'abord convenu avec l'Association olympique britannique que les Jeux olympiques de 1908 comprendraient un marathon d'environ 25 miles, soit 40 kilomètres. Le comité olympique confie ensuite l'organisation du marathon à l'Association d'athlétisme amateur d'Angleterre (ou Amateur Athletic Association), même si celle-ci n'a alors aucune expérience quant à l'organisation d'une course aussi longue. Fin 1907, Jack Andrew, secrétaire honoraire des Polytechnic Harriers, propose de reprendre la tâche. Cette offre est acceptée en février 1908 bien que déjà, en novembre 1907, un itinéraire d'« environ 25 à 26 miles de distance » est publié dans les journaux,. Ce dernier part du château de Windsor et se termine au stade olympique, le White City Stadium de Shepherd's Bush, à Londres.

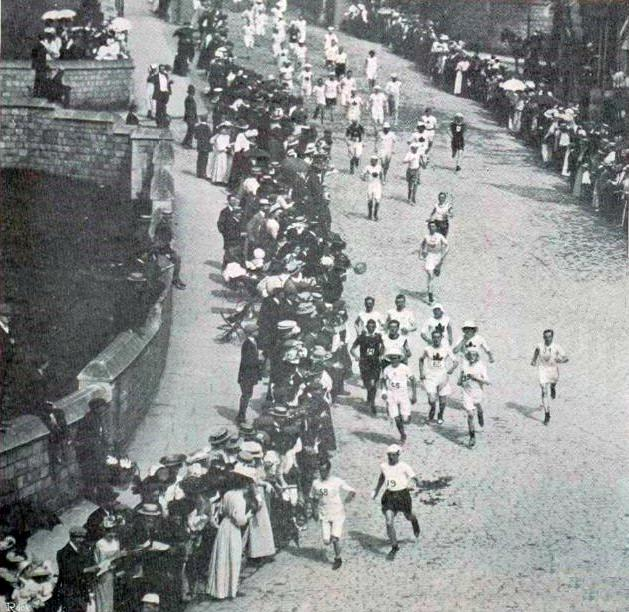
Départ du marathon dans les jardins du château de Windsor.

Les Polytechnic Harriers sont aussi chargés d'organiser une course d'essai de marathon, qui devait se dérouler sur la majeure partie du parcours du marathon olympique. En avril 1908, une carte révisée du parcours de la course d'essai est publiée, indiquant également le parcours prévu du marathon olympique. Il est alors décidé de fixer la distance du marathon olympique à "environ 26 miles" jusqu'au stade, plus un tour de piste de 536,45 m (1760 pieds). L'entrée royale est utilisée comme tunnel et la course doit se terminer sur la ligne d'arrivée normale du stade, devant la loge royale. La carte d'avril 1908 montre l'arrivée prévue, bien que le White City Stadium ne soit pas encore terminé à cette époque. Le parcours olympique complet prévu alors va donc de Windsor au White City Stadium, en passant par Eton, Slough, Langley, Uxbridge, Ickenham, Ruislip, Harrow, Sudbury, Wembley, Willesden et Wormwood Scrubs.

### Distance de 42,195 km
Pour le marathon essai officiel du 25 avril 1908, le départ est donné à 640 m de la statue de la reine Victoria sur The Long Walk, une avenue menant au château de Windsor dans le Windsor Great Park. Le marathon de trial se finit à Wembley, soit 6 km plus court que la distance fixée pour le marathon olympique.
Depuis le début de la planification, il est espéré que pour le marathon olympique lui-même, le départ puisse être donné sur la pelouse de l'est, près de la terrasse privée de l'est du château de Windsor, avec l'autorisation du roi Édouard VII, afin que le public ne gêne pas le départ,. La princesse de Galles et ses enfants quittent leur résidence du domaine de Frogmore, à l'autre bout du parc de Windsor, pour assister au départ de la course,.
Peu avant l'ouverture des Jeux, on se rend compte que l'entrée royale ne peut en réalité pas être utilisée comme entrée du marathon, celle-ci étant surélevée pour permettre aux membres de la famille royale de descendre facilement de leurs voitures et ne s'ouvre ainsi pas sur la piste. Une autre entrée est donc choisie, en diagonale en face de la loge royale. Un chemin spécial est tracé à partir de Du Cane Road en direction du sud, juste à l'est du terrain de l'Exposition franco-britannique de 1908, afin que la distance entre Windsor et le stade reste "d'environ 26 miles". La ligne d'arrivée reste inchangée, mais pour que davantage de spectateurs aient une bonne vue sur les derniers mètres, le sens de la course est inverse et devient dans le sens des aiguilles d'une montre autour du stade. Cela signifie que la distance dans le stade est réduite d'un tour complet de la piste à 352 mètres (385 yards), et la distance totale de course devient officiellement « environ 26 miles plus 385 yards sur la piste ». Une version modifiée de la carte des Polytechnic Harriers d'avril 1908 est publiée en juin 1908, incorporant la fin modifiée et omettant le départ à la marche utilisé pour le marathon d'essai. Cette version est publiée dans les journaux et dans le programme officiel des jeux.
La distance, sans tenir compte du mot "environ" dans la phrase « environ 26 miles plus 385 yards sur la piste », est finalement à l'origine de la distance moderne du marathon de  42,195 km. Selon John Bryant dans son livre The Marathon Makers, le premier kilomètre du parcours du marathon olympique de 1908 a été remesuré par John Disley à la fin des années 1990 et il s'est avéré qu'il manquait 159 mètres (174 yards).

### Participants
L'Américain Sidney Hatch est le seul coureur du précédent marathon des Jeux de 1904 — où il avait terminé huitième — à participer de nouveau ; Frederick Lorz, qui avait alors passé la ligne premier avant d'être disqualifié pour avoir utilisé une voiture, est quant à lui inscrit mais ne prend pas le départ.
Le marathon de 1908 est le plus international jusqu'alors, avec seize nations représentées. Chaque nation ne peut inscrire qu'au maximum douze athlètes, ce qui est le cas du Canada, des États-Unis, et de la Grande Bretagne ; toutefois, cinq Américains et un Britannique ne participent finalement pas à la course.
L'Australasie, l'Autriche, la Belgique, la Bohême, le Danemark, la Finlande, l'Allemagne, l'Italie, les Pays-Bas, et la Russie inscrivent respectivement leur premier athlète de leur histoire olympique lors de cette course.
Des 55 coureurs prennant le départ, seuls 27 franchissent la ligne d'arrivée.

## Déroulement
Le rapport officiel donne la liste des premiers de la course à chaque mille, du quatrième au vingt-quatrième : Thomas Jack (milles 4 et 5) ; Frederick Lord (milles 6 à 14) ; Charles Hefferon (milles 15 à 24). L'Italien Dorando Pietri rattrape Hefferon et accélère entre Old Oak Common Lane et Wormwood Scrubs.

Dorando Pietri commence sa course avec un rythme relativement lent mais entame dans la seconde moitié du parcours une puissante accélération qui le fait se retrouver en seconde position au kilomètre 32 (20 milles), à 4 minutes du Sud-Africain Charles Hefferon. Selon ses propres dires, Hefferon commet une "erreur" à moins de trois kilomètres de l'arrivée : il accepte un verre de champagne qui, selon lui, lui donne une crampe. Sachant que Hefferon est en crise, Pietri augmente encore son rythme et le dépasse au 39e kilomètre (24 milles). Depuis le stade, Charles Hefferon est attendu avec impatience : les coureurs britanniques ayant été devancés malgré avoir mené pendant la première moitié de course, l'Afrique du Sud ayant rejoint l'Empire britannique seulement deux ans auparavant bénéficie d'une ferveur patriotique.
Bon sang, il est évanoui ; est-il possible qu'en cet instant décisif, le prix lui échappe encore ? Tous les regards se tournent vers cette sombre arche. Aucun autre homme n'est encore apparu. Puis, un soupir de soulagement s'élève. Je ne crois pas qu'un seul homme dans cette grande assemblée aurait souhaité que la victoire soit arrachée à ce dernier instant à ce petit Italien si courageux...
Cependant, à deux kilomètres de l'arrivée, Pietri commence à ressentir les effets de la fatigue extrême et de la déshydratation. En entrant dans le stade, il prend d'abord le mauvais chemin et, lorsque les arbitres le redigirent, il tombe pour la première fois,. Il se relève avec leur aide, devant 75 000 spectateurs. Il tombe quatre fois de plus, et à chaque fois les arbitres l'aident à se relever.  

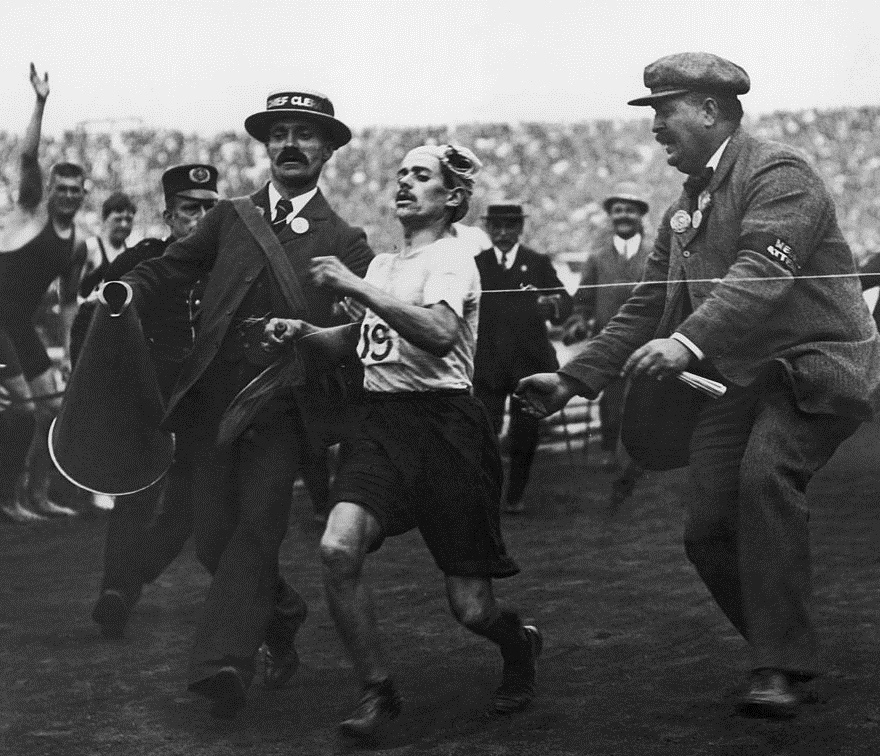
L'arrivée de Dorando Pietri, aidé par deux arbitres, dont le Dr. Michael Joseph Bulger à droite.

Finalement, bien que totalement épuisé, il réussit à terminer la course à la première place. Sur son temps total de 2h 54min 46s, dix minutes ont été nécessaires pour les 350 derniers mètres. 
L'Américain Johnny Hayes entre dans le stade avec une « foulée assurée » tandis que les arbitres sont toujours en train d'aider Dorando Pietri puis franchit la ligne d'arrivée avec un temps de 2h 55min 18s, soit seulement une trentaine de secondes après l'Italien. L'équipe américaine dépose immédiatement une plainte contre l'aide que Pietri a reçue des arbitres. La plainte est acceptée et Pietri est disqualifié puis retiré du classement final de la course. Pietri n'étant pas responsable de sa disqualification par celle-ci, la reine du Royaume-Uni Alexandra lui remet en main propre une coupe en or et il est ovationné par le public.
Charles Hefferon, bien qu'il ait été dépassé par Pietri et ensuite par Hayes près du stade, franchit la ligne d'arrivée en troisième position devant deux autres Américains, Joseph Forshaw et Alton Welton. La disqualification de Pietri donne à Hefferon l'argent et à Forshaw le bronze.

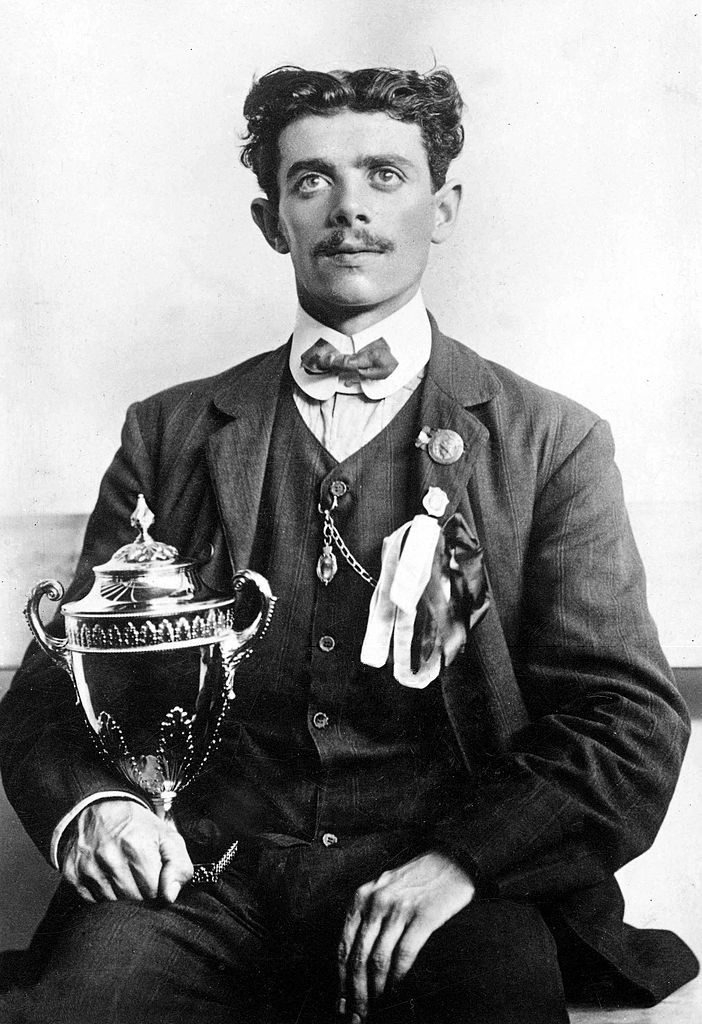
Dorando Pietri posant avec la coupe en or reçue de la reine Alexandra.

Il est souvent incorrectement rapporté que Dorando Pietri aurait directement été aidé par Arthur Conan Doyle — créateur de Sherlock Holmes — pour traverser la ligne d'arrivée, alors que l'écrivain était en réalité dans les tribunes afin de couvrir l'événement pour le Daily Mail.

## Résultats
Sources : Olympedia et Comité international olympique.
| Rang               | Athlète                      | Temps                |
| ------------------ | ---------------------------- | -------------------- |
| Médaille d'or      | John Hayes (USA)             | 2 h 55 min 18 s 4 OR |
| Médaille d'argent  | Charles Hefferon (RSA)       | 2 h 56 min 06 s 0    |
| Médaille de bronze | Joseph Forshaw (USA)         | 2 h 57 min 10 s 4    |
| 4                  | Alton Welton (USA)           | 2 h 59 min 44 s 4    |
| 5                  | William Wood (CAN)           | 3 h 01 min 44 s 0    |
| 6                  | Frederick Simpson (CAN)      | 3 h 04 min 28 s 2    |
| 7                  | Harry Lawson (CAN)           | 3 h 06 min 47 s 2    |
| 8                  | Johan Svanberg (SWE)         | 3 h 07 min 50 s 8    |
| 9                  | Lewis Tewanima (USA)         | 3 h 09 min 15 s 0    |
| 10                 | Kalle Nieminen (FIN)         | 3 h 09 min 50 s 8    |
| 11                 | Jack Caffery (CAN)           | 3 h 12 min 46 s 0    |
| 12                 | William Clarke (GBR)         | 3 h 16 min 08 s 6    |
| 13                 | Ernest Barnes (GBR)          | 3 h 17 min 30 s 8    |
| 14                 | Sidney Hatch (USA)           | 3 h 17 min 52 s 4    |
| 15                 | Frederick Lord (GBR)         | 3 h 19 min 08 s 8    |
| 16                 | William Goldsboro (CAN)      | 3 h 20 min 07 s 0    |
| 17                 | James Beale (GBR)            | 3 h 20 min 14 s 0    |
| 18                 | Arnošt Nejedlý (BOH)         | 3 h 26 min 26 s 2    |
| 19                 | Georg Lind (RUS)             | 3 h 26 min 38 s 8    |
| 20                 | Willem Wakker (NED)          | 3 h 28 min 49 s 0    |
| 21                 | Gustaf Törnros (SWE)         | 3 h 30 min 20 s 8    |
| 22                 | George Goulding (CAN)        | 3 h 33 min 26 s 4    |
| 23                 | Julius Jørgensen (DEN)       | 3 h 47 min 44 s 0    |
| 24                 | Arthur Burn (CAN)            | 3 h 50 min 17 s 0    |
| 25                 | Emmerich Rath (AUT)          | 3 h 50 min 30 s 4    |
| 26                 | Rudy Hansen (DEN)            | 3 h 53 min 15 s 0    |
| 27                 | George Lister (CAN)          | 4 h 22 min 45 s 0    |
| —                  | Victor Aitken (ANZ)          | DNF                  |
| —                  | Fred Appleby (GBR)           | DNF                  |
| —                  | Henry Barrett (GBR)          | DNF                  |
| —                  | George Blake (ANZ)           | DNF                  |
| —                  | Umberto Blasi (ITA)          | DNF                  |
| —                  | Wilhelmus Braams (NED)       | DNF                  |
| —                  | George Buff (NED)            | DNF                  |
| —                  | François Celis (BEL)         | DNF                  |
| —                  | Edward Cotter (CAN)          | DNF                  |
| —                  | Alexander Duncan (GBR)       | DNF                  |
| —                  | Thomas Jack (GBR)            | DNF                  |
| —                  | Nikolaos Kouloumberdas (GRE) | DNF                  |
| —                  | Anastasios Koutoulakis (GRE) | DNF                  |
| —                  | Seth Landqvist (SWE)         | DNF                  |
| —                  | Johan Lindqvist (SWE)        | DNF                  |
| —                  | Tom Longboat (CAN)           | DNF                  |
| —                  | Joseph Lynch (ANZ)           | DNF                  |
| —                  | James Mitchell-Baker (RSA)   | DNF                  |
| —                  | Thomas Morrissey (USA)       | DNF                  |
| —                  | Frederick Noseworthy (CAN)   | DNF                  |
| —                  | Jack Price (GBR)             | DNF                  |
| —                  | Fritz Reiser (GER)           | DNF                  |
| —                  | Michael Ryan (USA)           | DNF                  |
| —                  | John Tait (CAN)              | DNF                  |
| —                  | Frederick Thompson (GBR)     | DNF                  |
| —                  | Arie Vosbergen (NED)         | DNF                  |
| —                  | Albert Wyatt (GBR)           | DNF                  |
| DQ                 | Dorando Pietri (ITA)         | 2 h 54 min 46 s 4    |

## Postérité
En raison des circonstances de la fin de course, deux « revanches » au marathon seront organisées entre Dorando Pietri et John Hayes. La première se déroule en novembre 1908 au Madison Square Garden de New York, où l'Italien s'impose avec 45 secondes d'avance. Il réitère lors de la seconde en mars 1909.